# Anne-Elizabeth Stone
Pour les articles homonymes, voir Stone.
Anne-Elizabeth Leigh Stone, née le 31 décembre 1990 à Chicago, est une escrimeuse américaine. Elle est championne du monde par équipes en 2014.
Elle poursuit également des études de sciences politiques à l'université de Princeton.

## Carrière
Stone commence la pratique de l'escrime à dix ans, après avoir d'abord pris des cours de ballet. Avant sa carrière sénior, elle déserte le circuit junior. Elle ne prend part qu'à une compétition dans cette catégorie, en octobre 2008 à Montréal. Elle remporte ce tournoi et se classe ainsi à la trentième place de la coupe du monde. Entre 2006 et 2009, elle participe également à deux étapes de la coupe du monde sénior sur le sol américain (Las Vegas et Dallas) sans connaître le succès. Elle reprend la compétition après trois ans d'absence, durant la coupe du monde d'escrime 2012-2013, où elle prend part à l'ensemble des tournois du circuit. Elle termine la saison dans le top 16 mondial (13e). Deux podiums viennent consacrer ses efforts en individuel durant la coupe du monde d'escrime 2013-2014, à Dakar et Moscou, où elle prend la troisième place. Ses performances lui valent son meilleur classement en carrière, (7e) en fin de saison.
Au début, c'est par équipes que Stone connaît le plus de succès. Aux championnats du monde d'escrime 2013 à Budapest, l'équipe américaine décroche la médaille de bronze, vaincue par la Russie en demi-finales mais victorieuse de l'Italie en match de classement. En 2014, les USA triomphent en battant la Chine, l'Ukraine puis la France en finale pour décrocher leur premier titre mondial par équipes.
Aux Championnats du monde d'escrime 2018 à Wuxi, Stone a remporté une médaille de bronze pour son meilleur résultat individuel à ce jour.
Après avoir échoué à se qualifier pour les Jeux olympiques de 2016, Stone se hisse, sans coup d'éclat mais avec une forte régularité et un premier titre aux championnats panaméricains, au 4e rang du classement mondial et intègre donc l'équipe américaine aux Jeux de Tokyo 2020. Elle est battue dès le premier tour par Anna Bashta (9-15). Par équipes, elle se classe avec les États-Unis en sixième position sur neuf équipes après une défaite contre la France en quart de finale (30-45).

## Palmarès
- Championnats du monde d'escrime
  -  Championne du monde par équipes aux championnats du monde d'escrime 2014 à Kazan
  -  Médaille de bronze par équipes aux championnats du monde d'escrime 2013 à Budapest
  -  Médaille de bronze par équipes aux championnats du monde d'escrime 2015 à Moscou
  -  Médaille de bronze aux championnats du monde d'escrime 2018 à Wuxi

## Classement en fin de saison
| Année | 2007 | 2008 | 2009 | 2010        | 2011        | 2012        | 2013 | 2014 | 2015 | 2016 | 2017 | 2018 | 2019 | 2020 |
| ----- | ---- | ---- | ---- | ----------- | ----------- | ----------- | ---- | ---- | ---- | ---- | ---- | ---- | ---- | ---- |
| Rang  | 339  | NC   | 245  | Non-classée | Non-classée | Non-classée | 13   | 7    | 20   | 105  | 43   | 12   | 7    | 4    |